# Dosinia orbiculata
Dosinia orbiculata is een tweekleppigensoort uit de familie van de Veneridae. De wetenschappelijke naam van de soort is voor het eerst geldig gepubliceerd in 1877 door Dunker.